# Tillandsia flabellata
Tillandsia flabellata là một loài thuộc chi Tillandsia. Đây là loài bản địa của México.

## Hình ảnh

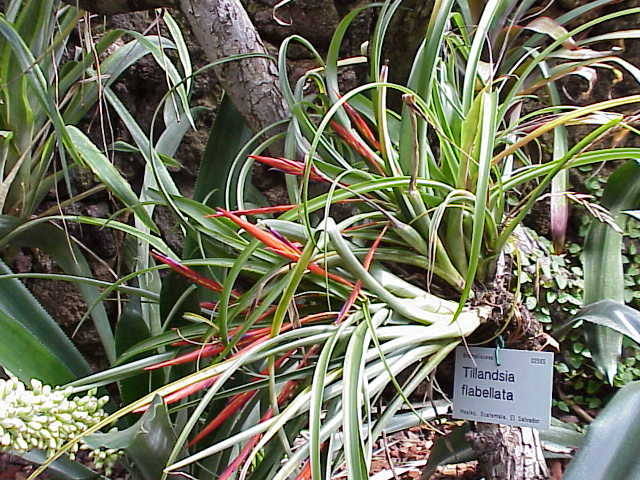
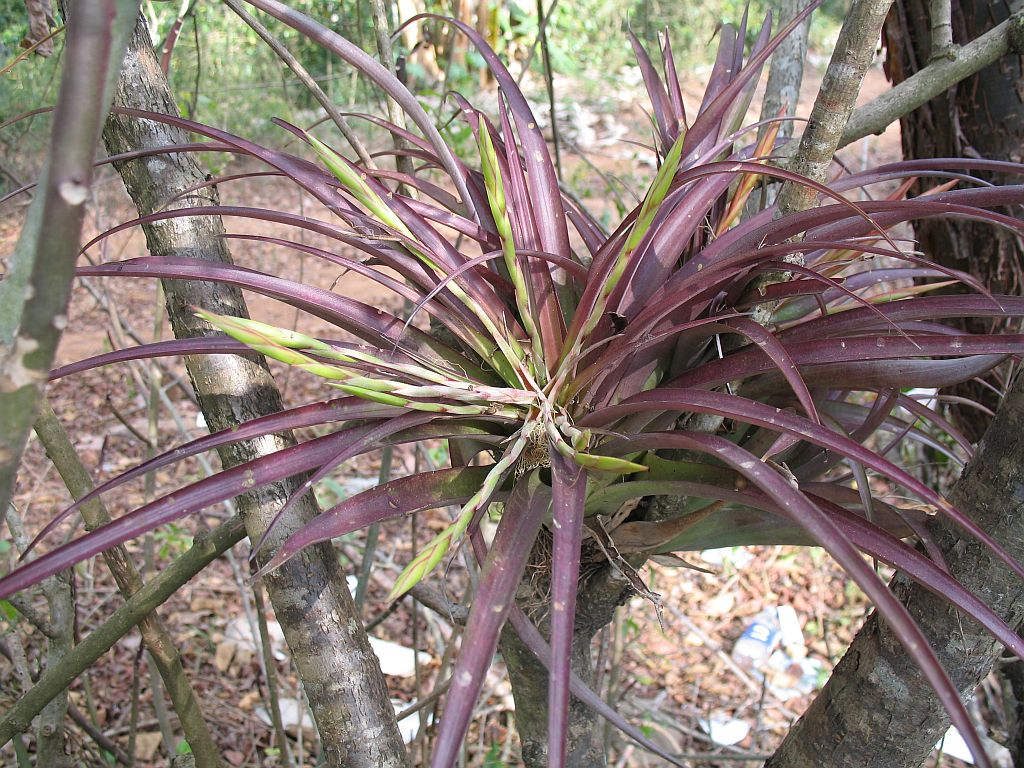

## Giống
- Tillandsia 'Bacchus'
- Tillandsia 'Brooyar'
- Tillandsia 'Cooloola'
- Tillandsia 'Graceful'
- Tillandsia 'Gympie'
- Tillandsia 'Inskip'
- Tillandsia 'Latas au Pair'
- Tillandsia 'Little Richard Olson'
- Tillandsia 'Oeseriana'
- Tillandsia 'Yabba'